# Hitomi Mizukura
Hitomi Mizukura (jap. 水庫 士実, Mizukura Hitomi; * 22. Januar 1976) ist eine ehemalige japanische Skeletonpilotin und Mountainbikefahrerin.
Ab 1996 war Mizukura zunächst im Downhill als Mountainbikefahrerin international aktiv und wurde 1999 Zen-Nihon Series Champion, 2000 Dritte bei den Asienmeisterschaften. In der Saison 2001/02 begann Mizukura mit dem Skeletonsport. Ihr erstes internationales Rennen bestritt sie im November 2004 bei einem Skeleton-America’s-Cup-Rennen in Calgary und wurde dort 19. Wenig später schaffte sie mit den Rängen sechs und neun in Park City ihre besten Resultate in der Rennserie. Ihre letzten internationalen Einsätze hatte Mizukura ein Jahr nach ihren ersten Rennen, wiederum in Calgary. National wurde die Japanerin 2003 Sechste, 2004 und 2005 gewann sie die Bronzemedaillen bei den Meisterschaften.